# 女王国の城
『女王国の城』（じょおうこくのしろ）は有栖川有栖が2007年に発表した推理小説。「学生アリスシリーズ」の長編4作目である。

## 解説
「学生アリスシリーズ」はクローズド・サークル物の事件が定番であり、本作では外部との出入りが制限された宗教施設が舞台となる。また、同シリーズではエラリー・クイーンの影響を受け、全長編作品にクイーンの「国名シリーズ」に倣（なら）って「読者への挑戦」が挿入されており、本作では第17章と第18章の間に挿入されている。
「週刊文春ミステリーベスト10」2007年1位、「このミステリーがすごい!」2008年3位、「本格ミステリ・ベスト10」2008年版1位、2008年度「黄金の本格ミステリー」に選出。
2008年、第8回本格ミステリ大賞（小説部門）受賞。

## あらすじ
「ちょっと、遠出をするかもしれん」と言い残して大学に姿を見せなくなった江神二郎を心配し、残された英都大学推理小説研究会（EMC）のメンバーたち（望月周平・織田光次郎・有栖川有栖（アリス）・有馬麻里亜（マリア））は、江神の行き先である長野県と岐阜県の県境、木曽山中の神倉に向かう。そこは、「UFOに乗って遠い銀河系からやってくる」救世主を信仰する新興宗教団体「人類協会」の聖地であった。人類協会は、21歳で代表に就任した野坂公子が「神倉城の新女王」とマスコミを賑やかしていた。
江神との面会を求めに「城」と呼ばれる人類協会総本部を訪ねた一行は、いったんは「江神は100時間の瞑想中であり、一度瞑想に入ると中断できない」という理由で面会を拒絶されたものの、翌朝には誤解があったと丁重に謝罪されるとともに「城」に迎え入れられ江神と再会する。しかし再会の喜びも束の間、聖洞の前で殺人事件が発生し、警察への通報を拒み自力で解決を図ろうとする人類協会によって一行は軟禁されてしまう。
さらに第2・第3の殺人が発生し、動揺する人類協会の隙を突いてマリアと織田、望月はいったんは「城」からの脱出に成功するが、道路を封鎖されて神倉からの脱出を阻まれてしまう。やがて追っ手に追い詰められた望月と織田は「城」に連れ戻され、1人逃走を続けるマリアも森の中で途方に暮れる。一方、「城」に取り残された江神とアリスは事件の真相を解明しようと推理を試みる。

## 登場人物
- 野坂御影 - 人類協会会祖
- 野坂公子 - 御影の養女、人類協会代表
- 野坂季子 - 御影の娘、人類協会前代表
- 由良比呂子 - 人類協会神倉総本部総務局主査
- 吹雪奈央 - 同 総務局長
- 臼井勲 - 同 財務局長
- 丸尾拳 - 同 会務員
- 稲越草介 - 同 会務員
- 青田好之 - 同 会務員
- 本庄伽耶 - 同 会務員
- 土肥憲作 - 同 会務員
- 弘岡繁弥 - 同 会務員
- 子母沢尊人 - 人類協会アメリカ支部広報担当
- パトリック芳賀 - 同 研究局員
- 佐々木昌晴 -人類協会員、医師
- 熊井誓 - 建築家
- 天川昭彦・富恵 - 天の川旅館主
- 天川晃子 - 富恵の姪
- 金石源三 - 神倉の住人
- 金石千鶴 - 源三の孫
- 江神二郎 - 英都大学文学部4回生[5]
- 望月周平 - 同 経済学部4回生
- 織田光次郎 - 同 経済学部4回生
- 有栖川有栖（アリス） - 同 法学部3回生
- 有馬麻里亜（マリア） - 同 法学部3回生
- 石黒操 - 同 推理小説研究会OB
- 荒木宙児 - UFO研究家
- 椿準一 - 元警察官
- 玉塚眞通 - 天川昭彦の幼なじみ
- 工藤悦史 - 刺客

## 書誌情報
- 2007年9月、東京創元社、ISBN 978-4-488-01227-4
- 2011年1月、創元推理文庫【上・下】
  - 【上】、ISBN 978-4-488-41405-4
  - 【下】、ISBN 978-4-488-41406-1

## 脚注

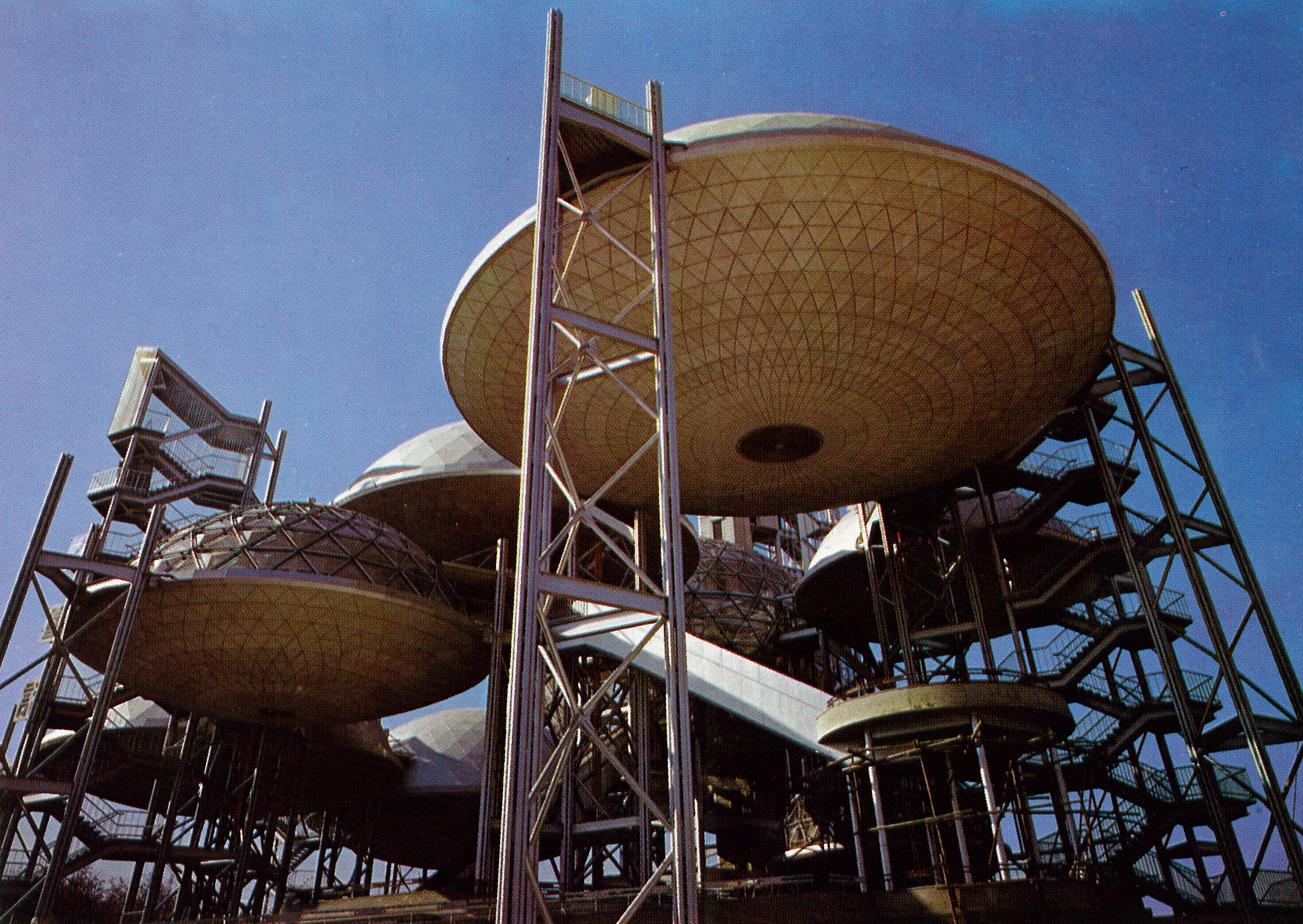
日本万国博覧会　住友童話館